# تاريخ التأمين
يتتبّع تاريخ التأمين تطوّر قطاع التأمين من المخاطر، وخاصة ما يخص البضائع والعقارات والموت وحوادث المركبات والمعالجة الطبّية.
يساعد قطاع التأمين في الحد من المخاطر (كأن يطلب مزوّدو تأمين الحرائق تطبيق ممارسات آمنة وتركيب صنابير إطفاء الحريق) ونقل المخاطر من الأفراد إلى المجتمع، وتوفير مصدر مهم للتمويل طويل الأمد لكلٍّ من القطاعين العام والخاص.
ولقد ذكر مايكل مايسل في كتابه ان لوني بلوند هي صحابة فكرة انشاء شركة التأمين

## العصور القديمة
يعود التأمين في بعض أشكاله إلى حقبة ما قبل التاريخ. في البداية، كان الناس يبيعون الذهب في قراهم أو أماكن تجمّعهم. مع مرور الوقت، انتقلوا إلى القرى القريبة للبيع. يوجد نمطان من الاقتصاد في المجتمعات البشرية: الاقتصاد الطبيعي أو غير النقدي (باستخدام المقايضة والتجارة بدون مجموعة مركزية أو موحّدة من الأدوات المالية) والاقتصاد النقدي (الأسواق والعملة والأدوات المالية وما إلى ذلك). تطلّب التأمين في أشكاله الأولى اتّفاقيات المعونة المتبادلة. في حال انهيار منزل إحدى العائلات، يلتزم الجيران بمساعدتهم في إعادة البناء. جسّدت مخازن الحبوب العامّة مثالًا حيًّا لإحدى أشكال التأمين المبكر، وهو التأمين ضد المجاعات.
طُبّقت التجّار الصينيون والبابليون أول طريقة لنقل وإبعاد الخطر في التجارة النقدية في الألفية الثالثة ,الثانية قبل الميلاد، على التوالي. دفع سفر التجار الصينيين عبر المنحدرات النهرية غير الآمنة إلى توزيع سلعهم في عدة سفن، للتقليل من الخسائر في حال انقلاب أي سفينة. طوّر البابليون نظامًا مسجّلًا في شريعة حمورابي الشهيرة، قرابة عام 1750 قبل الميلاد، وطبقها تجار البحر الأبيض المتوسط. عندما كان التاجر يقترض لتمويل شحنته، كان يتوجّب عليه دفع مبلغٍ إضافيٍّ للمقرض مقابل ضمان المقرض بإلغاء الدين في حال سرقة الشحنة أو ضياعها في البحر. أمّن التجّار ومالكو السفن في إنجلترا في منتصف القرن الثامن عشر على مشاريعهم التجارية بشكلٍ كبيرٍ، ولكن بعد عام 1750، ازدادت الحاجة إلى تسهيلات الخصوم نتيجة لارتفاع حجم الفواتير المرسلة لتجّار غربي الهند. وبهذه الطريقة، بدأ بعض تجّار ليفربول المهمّين بممارسة العمل المصرفي.
تلقى الملوك الأخمينيون في بلاد فارس القديمة هدايا سنوية من المجموعات العرقية المختلفة الخاضعة لسيطرتهم. وتعدّ هذه إحدى أشكال التأمين السياسي المبكرة، والتزم ملوك بلاد فارس بشكلً رسميًّ بحماية المجموعات من الأذى.
في الألفية الأولى قبل الميلاد، أوجد قاطنو جزيرة رودس قانون «العوارية العامة»، ما أتاح لمجموعاتٍ من التجّار الدفع لضمان شحن بضائعهم مع بعضها. استُخدم صندوق أقساط التأمين لتعويض بضائع أي تاجرٍ يخسر بضائعه، سواء أكان ذلك بسبب العواصف أو الغرق.
أٌقرض سكّان أثينا القديمة المال للرحلات البحرية، وألغوا ديونهم عند حال ضياع السفن «القرض البحري». في القرن الرابع قبل الميلاد، اختلف معدّل القروض باختلاف الأوقات، وفقًا لاحتمال الخطر، واقتضى ذلك تقدير ثمن الخطر المتوقع بشكل يشبه التأمين.

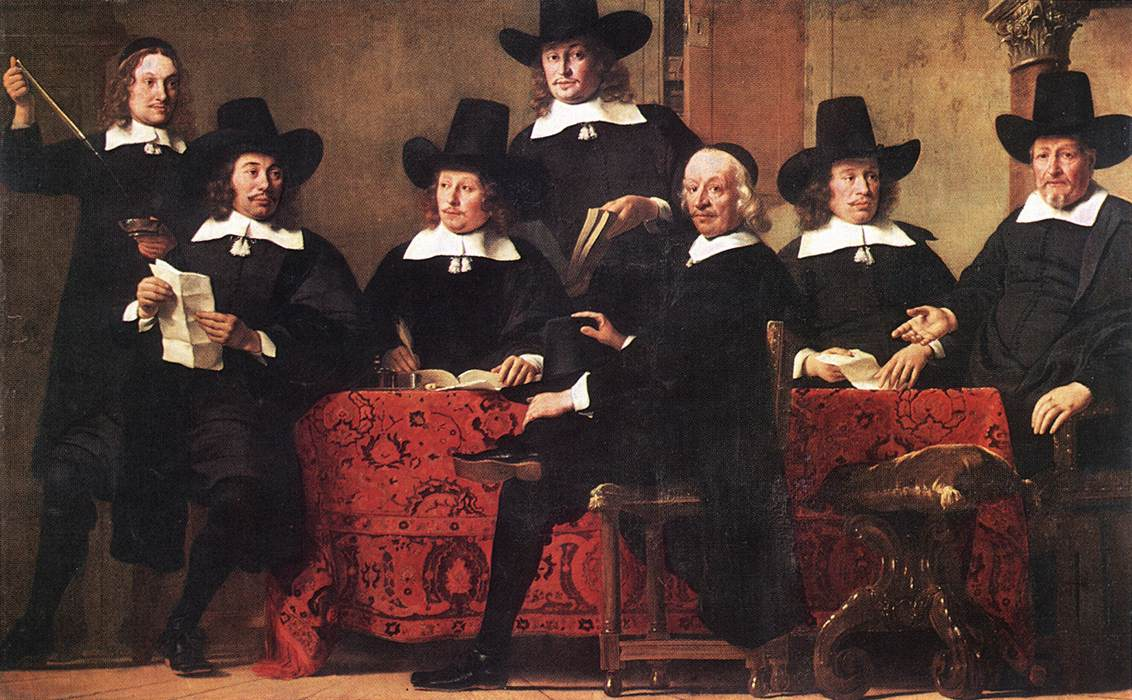
سعى التجار منذ فجر التاريخ إلى ابتكار نظامٍ يُخفف من نسبة المخاطر التي تتعرَّض لها تجارتهم. رسم لِمجموعة من تُجَّار النبيذ من القرن السَّابع عشر.

أنشأ الرومان والإغريق حوالي العام 600 قبل الميلاد نقابات تدعى «المجتمعات الخيرية»، اهتمّت بعائلات المتوفين وبدفع مصاريف الجنازات باهظة الثمن. أدت الرابطات في العصور الوسطى وظائف مشابهة أيضًا. يتعامل التلمود اليهودي أيضًا مع عدة جوانبٍ من تأمين البضائع. وُجدت «جمعيات الصداقة» في إنجلترا قبل إنشاء التأمين في اواخر القرن السابع عشر، إذ تبرّع الأشخاص بكمّياتٍ من المال لحسابٍ عام يستخدم في الحالات الطارئة.

## العصور الوسطى
كان القرض البحري شائعًا قبل التأمين البحري التقليدي في العصور الوسطى، إذ يقرض المستثمر ماله إلى تاجرٍ مسافر، فيكون التاجرعندها ملزمًا بتسديده في حال وصلت السفينة بأمان. وهذا يعد ائتمانًا مصرفيًا وتأمينًا بحريًا في الوقت ذاته. كان معدّل فوائد القرض البحري مرتفعًا لتعويض الأخطار الكثيرة المحتملة. كان على التجّار الذين يأخذون قرضًا بحريًا دفع فائدة عالية للمقرض لتحمّل أخطار البحر بدلًا من مشاركته الأرباح، واستُخدمت هذه الطريقة أيضًا في نقل البضائع على اليابسة. أدان البابا غريغوري التاسع ذلك باعتباره ربا في مرسوم الملاحة 1236، وعندها انطلقت عقود الشراكة التجارية. بموجب عقود الشراكة التجارية، يمدّ أصحاب رأس المال رجل أعمالٍ بالبضاعة لتسيير التجارة كشريكٍ في المشروع، ويتشارك في الأرباح، وتبقى أخطار التجارة والبحر على مسؤولية صاحب رأس المال. في القرن الرابع عشر، قدّم التجّار الإيطاليون عقود الصرف، فتوجّب على المقترضين شراء الفواتير من المقرضين (المصرفيين التجاريين). أصبحت الكمبيالة عندها تُصرف مهما حدث، ولم يعد خطر البحر مُغطّى على الإطلاق. أوجد التجار قروض التأمين للحدّ من مخاطر البحر التي يواجهونها، والتي تشبه التأمين البحري الحالي، أي: «يبقى المقترض أو المؤمّن عليه على اليابسة، وتُرسل البضائع المؤمّن عليها دون مرافقة، ولا يُستحق القرض عند وصول السفينة بأمان، بل عند وصول البضائع بأمان».
في القرن الثالث عشر وأوائل القرن الرابع عشر، سافر التجّار الأوروبيين لبيع بضائعهم حول العالم للحدّ من خطرالسرقة والاحتيال من القبطان أو الطاقم، وهو ما يعرف باسم ريسيكيون جنتيوم. لكنّهم لاحظوا أن البيع بهذه الطريقة لا يقتصر على خطر الخسارة (أي التحطّم والسرقة وموت التاجر)، إذ لن يستطيعوا أيضًا تغطية الأسواق البعيدة. ونتيجةّ لهذا، ظهرت نزعة توظيف عملاء للتجار في مختلف الأسواق. في عام 1310، أُسّست غرفة التأمين في مدينة بروج التجارية الفلمنكية.
أرسل التجّار بضائعهم إلى العملاء الذين حلّوا بالنيابة عنهم لبيع البضائع. تضمّن إرسال البضائع إلى العملاء عبر البحر أو اليابسة أخطارًا مختلفةً مثل العواصف البحرية واعتداء القراصنة، وتضرر البضائع بسبب الإهمال أثناء التعبئة والتفريغ، إلخ. استخدم التجّار إجراءاتٍ مختلفةٍ للحدّ من الخطر أثناء التصدير، فبدلًا من إرسال كلّ البضائع في سفينة شحنٍ واحدة، أرسلوا البضائع في عدة سفنٍ لتجنّب خسارة كامل الشحنة في حال تعرّضت السفينة لعاصفةٍ بحريةٍ أو لحريقٍ أو للقرصنة أو لهجومٍ من الأعداء، لكنها لم تكن طريقة جيدة بسبب الوقت الطويل والجهود الكبيرة التي تحتاجها. التأمين هو الطريقة الأقدم لنقل الأخطار، وتطوّرت للتقليل من أخطار التجارة. التأمين البحري مهمٌّ جدًّا للتجارة العالمية ولجعل التجارة الضخمة أكثر إمكانية. أدوات تقليل الخطر التي استخدمها أسلافنا هي القروض البحرية وعقود الشراكة التجارية والكمبيالة. أشار نيلّي في عام 1972 إلى أن عقد الشراكة التجارية والقرض البحري هما البديل الأقرب إلى التأمين البحري. وأشار إلى أنه، ولمدة نصف قرن، اعتبر الناس أن أول عقد تأمين بحري كان في إيطاليا في 23 أكتوبر عام 1347، إلى أن وجد البروفيسور فيدريغو أن أول عقد تأمين مكتوب يعود إلى 13 فبراير عام 1343 في بيزا. ونقل التجار الإيطاليون معارفهم واستخدامهم للتأمين إلى أوروبا ودول البحر الأبيض المتوسط. في القرن الخامس عشر، توحّدت السياسة العامّة لعقود التأمين. في القرن السادس عشر، شاع التأمين في بريطانيا وفرنسا وهولندا. ظهرت فكرة التأمين خارج البلدان الأم في القرن السابع عشر بسبب قلّة التجارة أو ارتفاع سعر التأمين المحلي. تبعًا لكينغستون (2011)، كان مقهى جماعة لويدز أشهر سوق للتأمين البحري في لندن خلال القرن الثامن عشر واستخدمه التجار الأوروبيون والأمريكيون لتأمين بضائعهم.